# Martin Stadium
 (mai 2025).
Si vous disposez d'ouvrages ou d'articles de référence ou si vous connaissez des sites web de qualité traitant du thème abordé ici, merci de compléter l'article en donnant les références utiles à sa vérifiabilité et en les liant à la section « Notes et références ».
Le Martin Stadium est un stade de football américain et d'athlétisme de 35 117 places situé sur le campus de l'université d'État de Washington à Pullman dans l'État de Washington, aux États-Unis.
L'équipe de football américain universitaire des Washington State Cougars évolue dans cette enceinte inaugurée en 1972. Le stade est la propriété de l'université d'État de Washington.

## Histoire
Le stade porte le nom de Clarence D. Martin (1886-1955), gouverneur de l'État de Washington de 1933 à 1941, ancien maire de Cheney et diplômé de l'Université de Washington en 1906.